# Демократска Република Конго на Светском првенству у атлетици на отвореном 2022.
Демократска Република Конго је учествовала на 18. Светском првенству у атлетици на отвореном 2022. одржаном у Јуџину  од 15. до 25. јула, седамнаести пут. Репрезентацију Демократске Републике Конго представљао је један такмичар који се такмичио у трци на 100 метара. , 
На овом првенству такмичар Демократске Републике Конго није освојио ниједну медаљу нити је остварио неки резултат.

## Учесници
Мушкарци:
- Lionel Tshimanga Muteba — 100 м

## Резултати

### Мушкарци
| Атлетичар               | Дисциплина | Лични рекорд | Предтакмичење | Предтакмичење | Квалификације | Квалификације | Полуфинале           | Полуфинале           | Финале               | Финале       | Детаљи |
| Атлетичар               | Дисциплина | Лични рекорд | Резултат      | Место         | Резултат      | Место         | Резултат             | Место                | Резултат             | Место        | Детаљи |
| ----------------------- | ---------- | ------------ | ------------- | ------------- | ------------- | ------------- | -------------------- | -------------------- | -------------------- | ------------ | ------ |
| Lionel Tshimanga Muteba | 100 м      | 10,46        | 10,64 КВ      | 1. у гр. 3    | 10,60         | 8. у гр. 7    | Није се квалификовао | Није се квалификовао | Није се квалификовао | 50 / 67 (71) |        |